# Olympische Sommerspiele 2012/Teilnehmer (Aserbaidschan)
| Gelbes Symbol für Goldmedaillen mit stilisierten Olympischen Ringen | Graues Symbol für Silbermedaillen mit stilisierten Olympischen Ringen | Braundes Symbol für Bronzemedaillen mit stilisierten Olympischen Ringen |
| ------------------------------------------------------------------- | --------------------------------------------------------------------- | ----------------------------------------------------------------------- |
| 2                                                                   | 2                                                                     | 5                                                                       |

Aserbaidschan nahm in London an den Olympischen Spielen 2012 teil. Es war die insgesamt fünfte Teilnahme an Olympischen Sommerspielen. Vom Nationalen Olympischen Komitee Aserbaidschans wurden insgesamt 53 Athleten in 14 Sportarten nominiert.
Fahnenträger bei der Eröffnungsfeier war der Judoka Elnur Məmmədli.

## Medaillen

### Medaillenspiegel
| Medaillenspiegel Aserbaidschan | Medaillenspiegel Aserbaidschan | Medaillenspiegel Aserbaidschan | Medaillenspiegel Aserbaidschan | Medaillenspiegel Aserbaidschan | Medaillenspiegel Aserbaidschan |
| Platz                          | Sportart                       | Goldmedaille – Olympiasieger   | Silbermedaille – 2. Platz      | Bronzemedaille – 3. Platz      | Gesamt                         |
| ------------------------------ | ------------------------------ | ------------------------------ | ------------------------------ | ------------------------------ | ------------------------------ |
| 1                              | Ringen                         | 2                              | 2                              | 3                              | 7                              |
| 2                              | Boxen                          | —                              | —                              | 2                              | 2                              |
| Total                          | Total                          | 2                              | 2                              | 5                              | 9                              |

### Medaillengewinner

#### Gold
| Name           | Sportart | Wettkampf                                    |
| -------------- | -------- | -------------------------------------------- |
| Toğrul Əsgərov | Ringen   | Ringen Freistil der Männer, Klasse bis 60 kg |
| Şərif Şərifov  | Ringen   | Ringen Freistil der Männer, Klasse bis 84 kg |

#### Silber
| Name            | Sportart | Wettkampf                                              |
| --------------- | -------- | ------------------------------------------------------ |
| Rövşən Bayramov | Ringen   | Ringen griechisch-römisch der Männer, Klasse bis 55 kg |
| Mariya Stadnik  | Ringen   | Ringen Freistil der Frauen, Klasse bis 48 kg           |

#### Bronze
| Name                  | Sportart | Wettkampf                                              |
| --------------------- | -------- | ------------------------------------------------------ |
| Emin Əhmədov          | Ringen   | Ringen griechisch-römisch der Männer, Klasse bis 74 kg |
| Xetaq Qazyumov        | Ringen   | Ringen Freistil der Männer, Klasse bis 96 kg           |
| Teymur Məmmədov       | Boxen    | Boxen der Männer, Schwergewicht bis 91 kg              |
| Məhəmmədrəsul Məcidov | Boxen    | Boxen der Männer, Superschwergewicht über 91 kg        |
| Julija Ratkewitsch    | Ringen   | Ringen Freistil der Frauen, Klasse bis 55 kg           |

Dem Gewichtheber Valentin Xristov wurde die Bronzemedaille in der Klasse bis 56 kg wegen Dopings aberkannt.

## Teilnehmer nach Sportarten

### Boxen
| Athleten                | Wettbewerb                    | 1. Runde              | 1. Runde | Achtelfinale              | Achtelfinale  | Viertelfinale    | Viertelfinale | Halbfinale         | Halbfinale    | Finale        | Finale        | Rang   |
| Athleten                | Wettbewerb                    | Gegner                | Ergebnis | Gegner                    | Ergebnis      | Gegner           | Ergebnis      | Gegner             | Ergebnis      | Gegner        | Ergebnis      | Rang   |
| ----------------------- | ----------------------------- | --------------------- | -------- | ------------------------- | ------------- | ---------------- | ------------- | ------------------ | ------------- | ------------- | ------------- | ------ |
| Frauen                  |                               |                       |          |                           |               |                  |               |                    |               |               |               |        |
| Yelena Vıstropova       | Mittelgewicht bis 75 kg       | -                     | -        | Edith Ogoke               | 12:14         | ausgeschieden    | ausgeschieden | ausgeschieden      | ausgeschieden | ausgeschieden | ausgeschieden | 9      |
| Männer                  |                               |                       |          |                           |               |                  |               |                    |               |               |               |        |
| Elvin Mamishzada        | Fliegengewicht bis 52 kg      | Njambajaryn Tögstsogt | 11:18    | ausgeschieden             | ausgeschieden | ausgeschieden    | ausgeschieden | ausgeschieden      | ausgeschieden | ausgeschieden | ausgeschieden | 17     |
| Magomed Abdulhamidov    | Bantamgewicht bis 56 kg       | -                     | -        | Satoshi Shimizu           | RSC*          | ausgeschieden    | ausgeschieden | ausgeschieden      | ausgeschieden | ausgeschieden | ausgeschieden | 9      |
| Gaybatulla Gadzhialiyev | Halbweltergewicht bis 64 kg   | Abderrazak Houya      | 16:19    | ausgeschieden             | ausgeschieden | ausgeschieden    | ausgeschieden | ausgeschieden      | ausgeschieden | ausgeschieden | ausgeschieden | 17     |
| Soltan Migitinov        | Mittelgewicht bis 75 kg       | Mohamed Hikal         | 20:12    | Esquiva Falcão Florentino | 11:24         | ausgeschieden    | ausgeschieden | ausgeschieden      | ausgeschieden | ausgeschieden | ausgeschieden | 9      |
| Vatan Huseynli          | Halbschwergewicht bis 81 kg   | Carlos Góngora        | 8:9      | ausgeschieden             | ausgeschieden | ausgeschieden    | ausgeschieden | ausgeschieden      | ausgeschieden | ausgeschieden | ausgeschieden | 17     |
| Teymur Məmmədov         | Schwergewicht bis 91 kg       | -                     | -        | Jai Tapu Opetaia          | 12:11         | Sjarhej Karnejeu | 19:19         | Clemente Russo     | 13:15         | ausgeschieden | ausgeschieden | Bronze |
| Məhəmmədrəsul Məcidov   | Superschwergewicht über 91 kg | -                     | -        | Meji Mwanba               | RSC*          | Magomed Omarow   | 17:14         | Roberto Cammarelle | 12:13         | ausgeschieden | ausgeschieden | Bronze |

- RSC = Abbruch durch Schiedsrichter

### Fechten
| Athleten      | Wettbewerb   | 1. Runde | 1. Runde | 2. Runde          | 2. Runde | Achtelfinale | Achtelfinale | Viertelfinale | Viertelfinale | Halbfinale    | Halbfinale    | Finale        | Finale        | Rang |
| Athleten      | Wettbewerb   | Gegner   | Ergebnis | Gegner            | Ergebnis | Gegner       | Ergebnis     | Gegner        | Ergebnis      | Gegner        | Ergebnis      | Gegner        | Ergebnis      | Rang |
| ------------- | ------------ | -------- | -------- | ----------------- | -------- | ------------ | ------------ | ------------- | ------------- | ------------- | ------------- | ------------- | ------------- | ---- |
| Frauen        |              |          |          |                   |          |              |              |               |               |               |               |               |               |      |
| Səbinə Mikina | Säbel Einzel | –        | –        | Alexandra Bujdosó | 15:13    | Olha Charlan | 10:15        | ausgeschieden | ausgeschieden | ausgeschieden | ausgeschieden | ausgeschieden | ausgeschieden | 9    |

### Gewichtheben
| Athleten              | Wettbewerb         | Reißen             | Reißen             | Stoßen             | Stoßen             | Zweikampf          | Zweikampf          | Rang               |
| Athleten              | Wettbewerb         | Gewicht            | Rang               | Gewicht            | Rang               | Gewicht            | Rang               | Rang               |
| --------------------- | ------------------ | ------------------ | ------------------ | ------------------ | ------------------ | ------------------ | ------------------ | ------------------ |
| Frauen                |                    |                    |                    |                    |                    |                    |                    |                    |
| Boyanka Kostova       | Klasse bis 58 kg   | 105 kg             |                    | 128 kg             |                    | 233 kg             |                    | 5                  |
| Männer                |                    |                    |                    |                    |                    |                    |                    |                    |
| Valentin Xristov      | Klasse bis 56 kg   | 127 kg             |                    | 159 kg             |                    | 286 kg             |                    | DSQ (Doping)       |
| Əfqan Bayramov        | Klasse bis 69 kg   | -                  | -                  | -                  | -                  | -                  | -                  | DNF                |
| Sərdar Həsənov        | Klasse bis 69 kg   | 145 kg             |                    | 176 kg             |                    | 321 kg             |                    | 8                  |
| İntiqam Zairov        | Klasse bis 94 kg   | 182 kg             |                    | 215 kg             |                    | 397 kg             |                    | 6                  |
| Welitschko Tscholakow | Klasse über 105 kg | nicht teilgenommen | nicht teilgenommen | nicht teilgenommen | nicht teilgenommen | nicht teilgenommen | nicht teilgenommen | nicht teilgenommen |

### Judo
| Athleten         | Wettbewerb        | 1. Runde Round of 64   | 1. Runde Round of 64 | 2. Runde Round of 32 | 2. Runde Round of 32 | Achtelfinale Round of 16 | Achtelfinale Round of 16 | Viertelfinale Quarter Final | Viertelfinale Quarter Final | Hoffnungsrunde Halbfinale Repechage | Hoffnungsrunde Halbfinale Repechage | Halbfinale    | Halbfinale    | Hoffnungsrunde Finale Bronze Medal | Hoffnungsrunde Finale Bronze Medal | Finale        | Finale        | Rang |
| Athleten         | Wettbewerb        | Gegner                 | Ergebnis             | Gegner               | Ergebnis             | Gegner                   | Ergebnis                 | Gegner                      | Ergebnis                    | Gegner                              | Ergebnis                            | Gegner        | Ergebnis      | Gegner                             | Ergebnis                           | Gegner        | Ergebnis      | Rang |
| ---------------- | ----------------- | ---------------------- | -------------------- | -------------------- | -------------------- | ------------------------ | ------------------------ | --------------------------- | --------------------------- | ----------------------------------- | ----------------------------------- | ------------- | ------------- | ---------------------------------- | ---------------------------------- | ------------- | ------------- | ---- |
| Frauen           |                   |                        |                      |                      |                      |                          |                          |                             |                             |                                     |                                     |               |               |                                    |                                    |               |               |      |
| Kifayət Qasımova | Klasse bis 57 kg  | –                      | –                    | –                    | –                    | Kaori Matsumoto          | 000:010                  | ausgeschieden               | ausgeschieden               | ausgeschieden                       | ausgeschieden                       | ausgeschieden | ausgeschieden | ausgeschieden                      | ausgeschieden                      | ausgeschieden | ausgeschieden | 9    |
| Ramilə Yusubova  | Klasse bis 63 kg  | –                      | –                    | Gülnar Haýytbaýewa   | 0111:000             | Joung Da-woon            | 0001:100                 | ausgeschieden               | ausgeschieden               | ausgeschieden                       | ausgeschieden                       | ausgeschieden | ausgeschieden | ausgeschieden                      | ausgeschieden                      | ausgeschieden | ausgeschieden | 9    |
| Männer           |                   |                        |                      |                      |                      |                          |                          |                             |                             |                                     |                                     |               |               |                                    |                                    |               |               |      |
| İlqar Müşkiyev   | Klasse bis 60 kg  | –                      | –                    | Howhannes Dawtjan    | 0101:000             | ausgeschieden            | ausgeschieden            | ausgeschieden               | ausgeschieden               | ausgeschieden                       | ausgeschieden                       | ausgeschieden | ausgeschieden | ausgeschieden                      | ausgeschieden                      | ausgeschieden | ausgeschieden | 17   |
| Tərlan Kərimov   | Klasse bis 66 kg  | –                      | –                    | Musa Moguschkow      | 0021:0011            | Ahmed Awad               | 002:0002                 | Sugoi Uriarte               | 0001:0021                   | Paweł Zagrodnik                     | 000:010                             | ausgeschieden | ausgeschieden | ausgeschieden                      | ausgeschieden                      | ausgeschieden | ausgeschieden | 7    |
| Rüstəm Orucov    | Klasse bis 73 kg  | –                      | –                    | Gideon van Zyl       | 100:0101             | Mansur Isaev             | 000:1001                 | ausgeschieden               | ausgeschieden               | ausgeschieden                       | ausgeschieden                       | ausgeschieden | ausgeschieden | ausgeschieden                      | ausgeschieden                      | ausgeschieden | ausgeschieden | 9    |
| Elnur Məmmədli   | Klasse bis 81 kg  | Antoine Valois-Fortier | 0001:0001            | ausgeschieden        | ausgeschieden        | ausgeschieden            | ausgeschieden            | ausgeschieden               | ausgeschieden               | ausgeschieden                       | ausgeschieden                       | ausgeschieden | ausgeschieden | ausgeschieden                      | ausgeschieden                      | ausgeschieden | ausgeschieden | 33   |
| Elxan Məmmədov   | Klasse bis 90 kg  | –                      | –                    | Christophe Lambert   | 0111:0001            | Song Dae-nam             | 000:011                  | ausgeschieden               | ausgeschieden               | ausgeschieden                       | ausgeschieden                       | ausgeschieden | ausgeschieden | ausgeschieden                      | ausgeschieden                      | ausgeschieden | ausgeschieden | 9    |
| Elmar Qasımov    | Klasse bis 100 kg | –                      | –                    | Maxim Rakow          | 0011:000             | Lewan Schorscholiani     | 0011:0002                | Hwang Hee-tae               | 0002:0021                   | Ramziddin Sayidov                   | 0001:100                            | ausgeschieden | ausgeschieden | ausgeschieden                      | ausgeschieden                      | ausgeschieden | ausgeschieden | 7    |

### Kanu

#### Kanurennsport
| Athleten                          | Wettbewerb | Vorlauf      | Vorlauf | Halbfinale    | Halbfinale    | Finale        | Finale        | Rang |
| Athleten                          | Wettbewerb | Zeit         | Rang    | Zeit          | Rang          | Zeit          | Rang          | Rang |
| --------------------------------- | ---------- | ------------ | ------- | ------------- | ------------- | ------------- | ------------- | ---- |
| Männer                            |            |              |         |               |               |               |               |      |
| Valentin Demyanenko               | C-1 200 m  | 44,194 s     | 25      | ausgeschieden | ausgeschieden | ausgeschieden | ausgeschieden | 25   |
| Serhij Besuhlyj Maksym Prokopenko | C-2 1000 m | 3:34,435 min | 2       | -             | -             | 3:37,219 min  | 4             | 4    |

### Leichtathletik
Laufen und Gehen 
| Athleten          | Wettbewerb | Vorlauf | Vorlauf | Runde 1      | Runde 1 | Halbfinale | Halbfinale | Finale        | Finale        | Rang |
| Athleten          | Wettbewerb | Zeit    | Rang    | Zeit         | Rang    | Zeit       | Rang       | Zeit          | Rang          | Rang |
| ----------------- | ---------- | ------- | ------- | ------------ | ------- | ---------- | ---------- | ------------- | ------------- | ---- |
| Frauen            |            |         |         |              |         |            |            |               |               |      |
| Layes Abdullayeva | 5000 m     | –       | –       | 15:45,69 min | 32      | –          | –          | ausgeschieden | ausgeschieden | 32   |
| Männer            |            |         |         |              |         |            |            |               |               |      |
| Hayle İbrahimov   | 5000 m     | –       | –       | 13:25,23 min | 12      | –          | –          | 13:45,37 min  | 9             | 9    |

 Springen und Werfen 
| Athleten        | Wettbewerb   | Qualifikation | Qualifikation | Finale        | Finale        | Rang |
| Athleten        | Wettbewerb   | Weite/Höhe    | Rang          | Weite/Höhe    | Rang          | Rang |
| --------------- | ------------ | ------------- | ------------- | ------------- | ------------- | ---- |
| Männer          |              |               |               |               |               |      |
| Dzmitry Marshin | Hammerwerfen | 72,85 m       | 20            | ausgeschieden | ausgeschieden | 20   |

### Radsport

#### Straße
| Athleten         | Wettbewerb       | Zeit         | Rang       |
| ---------------- | ---------------- | ------------ | ---------- |
| Frauen           |                  |              |            |
| Jelena Tschalych | Straßenrennen    | aufgegeben   | aufgegeben |
| Jelena Tschalych | Einzelzeitfahren | 41:47,06 min | 20         |

### Reiten
| Springen      |            |                  |               |               |               |               |      |
| Athleten      | Wettbewerb | Strafpunkte      | Strafpunkte   | Strafpunkte   | Strafpunkte   | Strafpunkte   | Rang |
| Athleten      | Wettbewerb | 1. Qualifikation | Nationenpreis | Nationenpreis | Einzelfinale  | Einzelfinale  | Rang |
| Athleten      | Wettbewerb | 1. Qualifikation | 1. Umlauf     | 2. Umlauf     | 1. Umlauf     | 2. Umlauf     | Rang |
| Camal Rəhimov | Einzel     | 5                | 13            | ausgeschieden | ausgeschieden | ausgeschieden | 60   |

### Ringen
| Athleten                         | Wettbewerb        | 1. Runde          | 1. Runde | Achtelfinale         | Achtelfinale  | Viertelfinale       | Viertelfinale | Halbfinale           | Halbfinale    | Hoffnungsrunde Viertelfinale | Hoffnungsrunde Viertelfinale | Hoffnungsrunde Halbfinale | Hoffnungsrunde Halbfinale | Hoffnungsrunde Finale | Hoffnungsrunde Finale | Finale           | Finale        | Rang   |
| Athleten                         | Wettbewerb        | Gegner            | Ergebnis | Gegner               | Ergebnis      | Gegner              | Ergebnis      | Gegner               | Ergebnis      | Gegner                       | Ergebnis                     | Gegner                    | Ergebnis                  | Gegner                | Ergebnis              | Gegner           | Ergebnis      | Rang   |
| -------------------------------- | ----------------- | ----------------- | -------- | -------------------- | ------------- | ------------------- | ------------- | -------------------- | ------------- | ---------------------------- | ---------------------------- | ------------------------- | ------------------------- | --------------------- | --------------------- | ---------------- | ------------- | ------ |
| Freistil Frauen                  |                   |                   |          |                      |               |                     |               |                      |               |                              |                              |                           |                           |                       |                       |                  |               |        |
| Mariya Stadnik                   | Klasse bis 48 kg  | -                 | -        | Clarissa Chun        | 3:0           | Iwona Matkowska     | 3:1           | Irini Merleni        | 3:0           | -                            | -                            | -                         | -                         | -                     | -                     | Hitomi Obara     | 1:3           | Silber |
| Julija Ratkewitsch               | Klasse bis 55 kg  | -                 | -        | Maria Prevolaraki    | 3:0           | Saori Yoshida       | 0:3           | -                    | -             | -                            | -                            | Kelsey Campbell           | 3:0                       | Walerija Koblowa      | 3:1                   | ausgeschieden    | ausgeschieden | Bronze |
| griechisch-römischer Stil Männer |                   |                   |          |                      |               |                     |               |                      |               |                              |                              |                           |                           |                       |                       |                  |               |        |
| Rövşən Bayramov                  | Klasse bis 55 kg  | Mingijan Semjonow | 3:0      | Spenser Mango        | 3:0           | Li Shujin           | 3:0           | Gyujin Choi          | 3:0           | -                            | -                            | -                         | -                         | -                     | -                     | Hamid Reihanpour | 0:3           | Silber |
| Həsən Əliyev                     | Klasse bis 60 kg  | -                 | -        | Stig André Berge     | 3:1           | Jihyun Jung         | 3:0           | Rewas Laschchi       | 1:3           | -                            | -                            | -                         | -                         | Saur Kuramagomedow    | 0:3                   | ausgeschieden    | ausgeschieden | 5      |
| Emin Əhmədov                     | Klasse bis 74 kg  | -                 | -        | Neven Žugaj          | 3:0           | Surab Datunaschwili | 3:1           | Arsen Dschulfalakjan | 0:3           | -                            | -                            | -                         | -                         | Aljaksandr Kikinjou   | 3:1                   | ausgeschieden    | ausgeschieden | Bronze |
| Saman Tahmasebi                  | Klasse bis 84 kg  | -                 | -        | Wladimer Gegeschidse | 1:3           | ausgeschieden       | ausgeschieden | ausgeschieden        | ausgeschieden | ausgeschieden                | ausgeschieden                | ausgeschieden             | ausgeschieden             | ausgeschieden         | ausgeschieden         | ausgeschieden    | ausgeschieden | 11     |
| Shalva Gadabadze                 | Klasse bis 96 kg  | -                 | -        | Rustam Totrow        | 1:3           | ausgeschieden       | ausgeschieden | ausgeschieden        | ausgeschieden | -                            | -                            | Jimmy Lidberg             | 1:3                       | ausgeschieden         | ausgeschieden         | ausgeschieden    | ausgeschieden | 10     |
| Freistil Männer                  |                   |                   |          |                      |               |                     |               |                      |               |                              |                              |                           |                           |                       |                       |                  |               |        |
| Toğrul Əsgərov                   | Klasse bis 60 kg  | -                 | -        | Tim Schleicher       | 3:1           | Ken’ichi Yumoto     | 3:1           | Coleman Scott        | 3:0           | -                            | -                            | -                         | -                         | -                     | -                     | Bessik Kuduchow  | 3:0           | Gold   |
| Cəbrayıl Həsənov                 | Klasse bis 66 kg  | -                 | -        | Leonid Basan         | 3:1           | Ali Schabanau       | 3:1           | Tatsuhiro Yonemitsu  | 1:3           | -                            | -                            | -                         | -                         | Liván López           | 1:3                   | ausgeschieden    | ausgeschieden | 5      |
| Əşrəf Əliyev                     | Klasse bis 74 kg  | Sōsuke Takatani   | 3:0      | Denis Zargusch       | 1:3           | ausgeschieden       | ausgeschieden | ausgeschieden        | ausgeschieden | ausgeschieden                | ausgeschieden                | ausgeschieden             | ausgeschieden             | ausgeschieden         | ausgeschieden         | ausgeschieden    | ausgeschieden | 9      |
| Şərif Şərifov                    | Klasse bis 84 kg  | -                 | -        | İbrahim Bölükbaşı    | 3:1           | Jake Herbert        | 3:1           | Ehsan Lashgari       | 3:1           | -                            | -                            | -                         | -                         | -                     | -                     | Jaime Espinal    | 3:1           | Gold   |
| Xetaq Qazyumov                   | Klasse bis 96 kg  | -                 | -        | Ruslan Schejchau     | 3:0           | Valerii Andriitsev  | 3:1           | ausgeschieden        | ausgeschieden | -                            | -                            | Rustam Iskandari          | 3:1                       | Reza Yazadni          | 5:0                   | ausgeschieden    | ausgeschieden | Bronze |
| Camaləddin Məhəmmədov            | Klasse bis 120 kg | Biljal Machow     | 0:3      | ausgeschieden        | ausgeschieden | ausgeschieden       | ausgeschieden | ausgeschieden        | ausgeschieden | ausgeschieden                | ausgeschieden                | ausgeschieden             | ausgeschieden             | ausgeschieden         | ausgeschieden         | ausgeschieden    | ausgeschieden | 16     |

### Rudern
| Athleten               | Wettbewerb | Vorlauf     | Vorlauf | Hoffnungslauf | Hoffnungslauf | Viertelfinale | Viertelfinale | Halbfinale  | Halbfinale | Finale      | Finale | Rang |
| Athleten               | Wettbewerb | Zeit        | Rang    | Zeit          | Rang          | Zeit          | Rang          | Zeit        | Rang       | Zeit        | Rang   | Rang |
| ---------------------- | ---------- | ----------- | ------- | ------------- | ------------- | ------------- | ------------- | ----------- | ---------- | ----------- | ------ | ---- |
| Frauen                 |            |             |         |               |               |               |               |             |            |             |        |      |
| Natalija Mustafajewa   | Einer      | 7:46,01 min | 10      | –             | –             | 8:00,26 min   | 12            | 8:06,83 min | 12         | 8:23,64 min | 12     | 12   |
| Männer                 |            |             |         |               |               |               |               |             |            |             |        |      |
| Aleksandar Aleksandrov | Einer      | 6:49,81 min | 9       | –             | –             | 6:56,36 min   | 10            | 7:20,80 min | 5          | 7:09,42 min | 5      | 5    |

### Schießen
| Athleten       | Wettbewerb        | Qualifikation | Qualifikation | Finale        | Finale        | Ringe | Rang |
| Athleten       | Wettbewerb        | Ringe         | Rang          | Ringe         | Rang          | Ringe | Rang |
| -------------- | ----------------- | ------------- | ------------- | ------------- | ------------- | ----- | ---- |
| Frauen         |                   |               |               |               |               |       |      |
| Irada Asumowa  | Luftpistole 10 m  | 372           | 39            | ausgeschieden | ausgeschieden | 372   | 39   |
| Irada Ashumova | Sportpistole 25 m | 578           | 23            | ausgeschieden | ausgeschieden | 578   | 23   |

### Schwimmen
| Athleten            | Wettbewerb          | Vorlauf     | Vorlauf | Halbfinale    | Halbfinale    | Finale        | Finale        | Rang |
| Athleten            | Wettbewerb          | Zeit        | Rang    | Zeit          | Rang          | Zeit          | Rang          | Rang |
| ------------------- | ------------------- | ----------- | ------- | ------------- | ------------- | ------------- | ------------- | ---- |
| Frauen              |                     |             |         |               |               |               |               |      |
| Oksana Hatamkhanova | 100 m Brust         | 1:25,52 min | 44      | ausgeschieden | ausgeschieden | ausgeschieden | ausgeschieden | 44   |
| Männer              |                     |             |         |               |               |               |               |      |
| Jauhen Lasuka       | 100 m Schmetterling | 53,86 s     | 38      | ausgeschieden | ausgeschieden | ausgeschieden | ausgeschieden | 38   |

### Taekwondo
| Athleten       | Wettbewerb        | Achtelfinale    | Achtelfinale | Viertelfinale   | Viertelfinale | Halbfinale    | Halbfinale    | Hoffnungsrunde Halbfinale | Hoffnungsrunde Halbfinale | Hoffnungsrunde Finale | Hoffnungsrunde Finale | Finale        | Finale        | Rang |
| Athleten       | Wettbewerb        | Gegner          | Ergebnis     | Gegner          | Ergebnis      | Gegner        | Ergebnis      | Gegner                    | Ergebnis                  | Gegner                | Ergebnis              | Gegner        | Ergebnis      | Rang |
| -------------- | ----------------- | --------------- | ------------ | --------------- | ------------- | ------------- | ------------- | ------------------------- | ------------------------- | --------------------- | --------------------- | ------------- | ------------- | ---- |
| Frauen         |                   |                 |              |                 |               |               |               |                           |                           |                       |                       |               |               |      |
| Farida Azizova | Klasse über 67 kg | Karine Sergerie | 0:1          | ausgeschieden   | ausgeschieden | ausgeschieden | ausgeschieden | ausgeschieden             | ausgeschieden             | ausgeschieden         | ausgeschieden         | ausgeschieden | ausgeschieden | 11   |
| Männer         |                   |                 |              |                 |               |               |               |                           |                           |                       |                       |               |               |      |
| Ramin Azizov   | Klasse bis 80 kg  | Steven Lopez    | 3:2          | Mauro Sarmiento | 1:2           | ausgeschieden | ausgeschieden | ausgeschieden             | ausgeschieden             | ausgeschieden         | ausgeschieden         | ausgeschieden | ausgeschieden | 9    |

### Turnen

#### Gerätturnen
| Athleten           | Wettbewerb       | Qualifikation | Qualifikation | Finale        | Finale        | Rang |
| Athleten           | Wettbewerb       | Punkte        | Rang          | Punkte        | Rang          | Rang |
| ------------------ | ---------------- | ------------- | ------------- | ------------- | ------------- | ---- |
| Männer             |                  |               |               |               |               |      |
| Shakir Shikhaliyev | Bodenturnen      | 14,600        | 33            | ausgeschieden | ausgeschieden | 33   |
| Shakir Shikhaliyev | Seitpferd        | 12,866        | 53            | ausgeschieden | ausgeschieden | 53   |
| Shakir Shikhaliyev | Ringe            | 13,166        | 65            | ausgeschieden | ausgeschieden | 65   |
| Shakir Shikhaliyev | Barren           | 13,666        | 59            | ausgeschieden | ausgeschieden | 59   |
| Shakir Shikhaliyev | Reck             | 10,633        | 69            | ausgeschieden | ausgeschieden | 69   |
| Shakir Shikhaliyev | Mehrkampf Einzel | 80,364        | 40            | ausgeschieden | ausgeschieden | 40   |

#### Rhythmische Sportgymnastik
| Athletinnen    | Wettbewerb       | Qualifikation | Qualifikation | Finale  | Finale | Rang |
| Athletinnen    | Wettbewerb       | Punkte        | Rang          | Punkte  | Rang   | Rang |
| -------------- | ---------------- | ------------- | ------------- | ------- | ------ | ---- |
| Frauen         |                  |               |               |         |        |      |
| Aliyə Qarayeva | Mehrkampf Einzel | 111,850       | 3             | 111,575 | 4      | 4    |